# ديفيد ن. جونسون
ديفيد ن. جونسون (بالإنجليزية: David N. Johnson)‏ هو ملحن أمريكي، ولد في 28 يونيو 1922، وتوفي في 2 أغسطس 1987.

## وصلات خارجية
- ديفيد ن. جونسون على موقع ميوزك برينز (الإنجليزية)
- ديفيد ن. جونسون على موقع ديسكوغز (الإنجليزية)